# Joan Manuel Pérez i Pinya
Joan Manuel Pérez i Pinya (Palma, 1963 - Palma, 5 de maig de 2022) fou un professor d'ensenyament secundari, poeta i filòleg mallorquí. Formà part del grup de recerca interuniversitari que publicà el Diccionari de la traducció catalana, accessible en línia a Visat, la revista digital de literatura i traducció del PEN Català, on també va fer d'altres col·laboracions. Exercí la crítica literària a les pàgines del Balears Cultural. També parà atenció a la recepció de Gabriel Ferrater i a la seva tasca com a traductor. Fou membre del consell de redacció de la revista digital Veus baixes. Morí el 5 de maig de 2022, als 59 anys, a causa d'un càncer de pulmó.

## Obra publicada
- Atletes de la fuga (El Gall Editor, 2019, Premi Ciutat de Palma Joan Alcover de Poesia)[5][6][7][8][9][10]
- Fauna mutilada (Lleonard Muntaner Editor, 2022)